# Lillvågen
Lillvågen är en sjö i Krokoms kommun i Jämtland och ingår i Indalsälvens huvudavrinningsområde. Sjön har en area på 0,126 kvadratkilometer och ligger 334,7 meter över havet. Sjön avvattnas av vattendraget Ytterån (Ålfloån).

## Delavrinningsområde
Lillvågen ingår i det delavrinningsområde (704562-140206) som SMHI kallar för Utloppet av Lillvågen. Medelhöjden är 385 meter över havet och ytan är 1,68 kvadratkilometer. Räknas de 44 avrinningsområdena uppströms in blir den ackumulerade arean 418,64 kvadratkilometer. Ytterån (Ålfloån) som avvattnar avrinningsområdet har biflödesordning 2, vilket innebär att vattnet flödar genom totalt 2 vattendrag innan det når havet efter 296 kilometer. Avrinningsområdet består mestadels av skog (70 procent) och jordbruk (11 procent). Avrinningsområdet har 0,12 kvadratkilometer vattenytor vilket ger det en sjöprocent på 7,2 procent.